# Ski-Doo

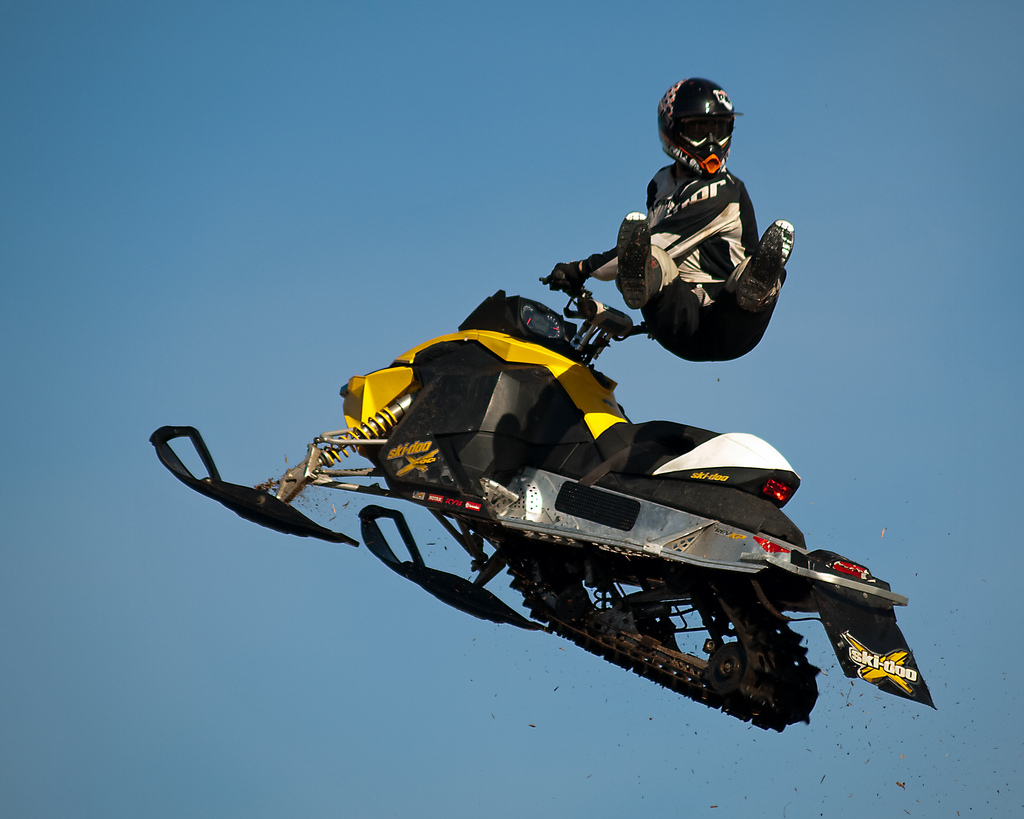
En Ski-Doo-snöskoter.

Ski-Doo är ett kanadensiskt snöskotermärke som tillverkas av Bombardier Recreational Products (BRP), tidigare en del av Bombardierkoncernen. Originalnamnet var Ski-Dog, men ett typografiskt fel vid lanseringen gjorde att namnet i stället fick bli Ski-Doo.
Ski-Doo är världens ledande tillverkare av snöskotrar. Ski-Doo samarbetar med det finska märket Lynx, som även det ägs av BRP. BRP är en av världens mest sålda snöskotrar.
I Sverige är företaget registrerat sedan 1989.
Utöver snöskotrar, så har Ski-Doo också egen tillverkning av skoteroveraller.